# 圭賢
曹圭賢（韩语：／ Cho Gyu-hyun，1988年2月3日—），藝名圭賢（羅馬化：KyuHyun），韓國男歌手、演員、主持人及音樂劇演員。2006年5月25日以第十三名成員身份加入韓國男子團體Super Junior正式出道，隊內擔任主唱及忙內，同時亦是子團Super Junior-K.R.Y.及Super Junior-M的成員，為S.M.THE BALLAD的第一代成員。2014年12月15日，以Solo男歌手出道，當中以《在光化門》等歌曲而廣為人知，亦被視為是韓國抒情代表歌手之一，有「抒情歌皇太子」的美譽，斷定了其以個人身份作為歌手的地位。

## 早年生活與教育程度
圭賢出生於首爾特別市蘆原區。圭賢在2003年至2005年於鹽光高等學校就讀時，已在「Sound Flavah」樂隊中擔任主唱一職。
2004年6月，當時還是16歲的他參加了Buddy Star選拔賽，進入前三名。
2005年6月，在Chin Chin青少年歌謠祭中獲得銅獎，並和其歌謠獲獎者一同參與了東方神起翻拍的單曲《Hi Ya Ya》音樂錄影帶。7月，亮相於新唱片歌手快訊（New Single Jacket Photoshoot）的電視新聞中。12月，與SM Entertainment簽約，成為旗下練習生。
2006年3月，考取慶熙大學後現代音樂系，考試演唱曲目是成始璄的歌，2013年8月畢業。同年進入慶熙大學後現代音樂系研究所就讀，已於2016年順利畢業。
圭賢頭腦聰明，讀書時期曾經得過韓國奧林匹克數學競賽總統獎，出道前亦憑自己的實力考上韓國名校慶熙大學，極有語文天份，其國語發音被隊友公認最為標準。

## 音樂生涯

### 2006：初出道
圭賢於2006年5月以Super Junior成員正式出道。在這之前「Super Junior 05」於2005年「TWINS（Knock Out）」單曲出道，一開始是以12名成員組成的可變動式的男子團體。在2006年3月，SM經紀公司開始為「Super Junior 05」下一期招募新成員，然而此項計畫生變，公司後來宣布中止重組新一期Super Junior，最終只加入圭賢一名成員，並將團名後綴05去掉，正式命名為「Super Junior」。
圭賢第一次露面是在2006年5月23日一檔介紹即將發行的新單曲「U」的新聞節目中，以Super Junior兼職生出現。而出道舞台是在2006年5月27日SBS「I-Concert」以「U」一曲出道，這也是團體第一次的回歸舞台。單曲「U」於2006年6月7日發行，這也是他們在2009年「Sorry, Sorry」發行之前，最成功的單曲。
2006年11月，圭賢與藝聲、厲旭組成Super Junior的第一個小分隊「Super Junior-K.R.Y.」，是以抒情歌為主的組合，於2006年11月5日KBS Music Bank節目中出道。同時，圭賢也在2006年11月參與了tvN電視劇《鬣狗》的原聲帶發行，是第一首Solo OST「Smile」。另外，和成員厲旭也在2008年參與東方神起發行的專輯 Mirotic-repackaged中的收錄歌曲「Wish（소원）」。

### 2007－2010：小分隊及OST時期
2007年4月19日凌晨，隊長利特、成員神童、銀赫和圭賢在一同結束直播KBS《Super Junior Kiss The Radio》電台節目後，乘坐保姆車返回清潭洞宿舍，途經首爾奧林匹克大路盤浦大橋上發生嚴重車禍；銀赫和神童輕傷，利特與圭賢的傷勢則較為嚴重；隊長利特額頭縫了30針、腰部縫了150針，而成員圭賢因氣胸，肋骨和大腿骨骨折，傷勢嚴重；住院78天後出院，返家休養，休息接近5個月沒有參與任何活動。
2008年4月，圭賢加入以中文歌曲、華語市場為主的七人小分隊「Super Junior-M」，於第八屆Music Chart Awards中國舞台出道，同時於2008年4月8日發行他們的第一首單曲「U（中文版）」。接著分別在4月23日及5月2日於中國和台灣發行出道中文專輯「迷ME」。同一年圭賢也參與天上智喜收錄在第一張專輯的合作歌曲「Just For One Day」韓文版。
2009年7月，圭賢參與了劉英實20週年紀念專輯的製作，發表了他的第一首Solo單曲，翻唱劉英實的歌曲「七年間的愛」（7년간의 사랑）。首次舞台是在2009年7月12日電視節目「柳熙烈的寫生簿」演唱。劉英實專輯於6月30日發行，並將所有收入捐贈於UNICEF。2009年8月19日與成員東海、女演員韓志旼共同參與拍攝洗面乳廣告歌曲「Happy Bubble」。
2010年1月6日參與電視劇《Pasta》OST「Listen To you傾聽你」，曾得到音樂榜即時第一名。同年8月5日參與電視劇《麵包王金卓求》OST「希望是永不沉睡的夢」，也是他的第三首Solo原聲帶歌曲。
2010年8月到2011年10月參與了小分隊Super Junior-K.R.Y.分別在日本、南京、台北、首爾等地的第一次巡迴演唱會。
2010年10月，圭賢與TRAX’s Jay、SHINee鐘鉉、Jino組成了限定組合SM The Ballad，這是一個以Vocal為標榜的限定組合。在2010年11月29號發行了出道專輯「Miss You」，並在11月28日SBS音樂節目人氣歌謠表演出道舞台。此張專輯同時收錄圭賢的Solo歌曲「Love Again」。2014年SM The Ballad以7個新成員重組回歸，圭賢與TRAX’s Jay、Jino退出SM The Ballad，只有鐘鉉以原成員續留此次回歸。

### 2011－2013：轉型、多方面發展
從這時期開始，圭賢慢慢朝向多方面發展，包含音樂劇演出、固定綜藝演出、節目主持，到團隊回歸及小分隊回歸等參與各領域的活動。
2010年12月15日到2011年1月中，圭賢首次參與了音樂劇的演出。與嚴基俊、TRAX's Jay、金武烈等人共同出演在首爾忠武路藝術中心演出的音樂劇《三劍客》，共同飾演主角「達達尼昂」一角，其他同劇演員包含劉俊相、閔永基、DANA等。這次的演出也讓圭賢獲得2010 Golden Ticket Awards音樂劇新星獎。
2011年，圭賢演唱了由成員始源主演的電視劇《波塞冬》的OST「分手的方法」。同年11月，參與了尹鍾信的每月歌曲計畫「月刊尹鍾信11月號」，演唱了由尹鍾信作曲與製作的歌曲「晚秋」。
當年，圭賢接替成員藝聲參與了KBS音樂節目《不朽的名曲》6週的固定演出，並獲得兩回的優勝。
主持方面，在2010年成為節目「Super Junior先見之明」的固定主持班底之外，2011年9月接替了成員希澈成為MBC綜藝節目《Radio Star黃金漁場》的固定MC。也參與了成員利特與演員姜素拉出演的MBC節目《我們結婚了》，在節目當中與成員晟敏、銀赫、東海組成了Fighting Junior作為輔助演出。
2012年初，圭賢出演了音樂劇「Catch Me if You Can」，與嚴基俊、金楨勳、朴光賢、SHINee Key共同飾演Frank Abagnale Jr一角。韓版音樂劇「Catch Me if You Can」改編自百老匯音樂劇「Catch Me if You Can」，於 3月28日至6月10日在Blue Square，Samsung Card Hall演出。
之後，圭賢回到了團體活動，參與了團體7月4日發行的第六張專輯「Sexy, Free & Single」。

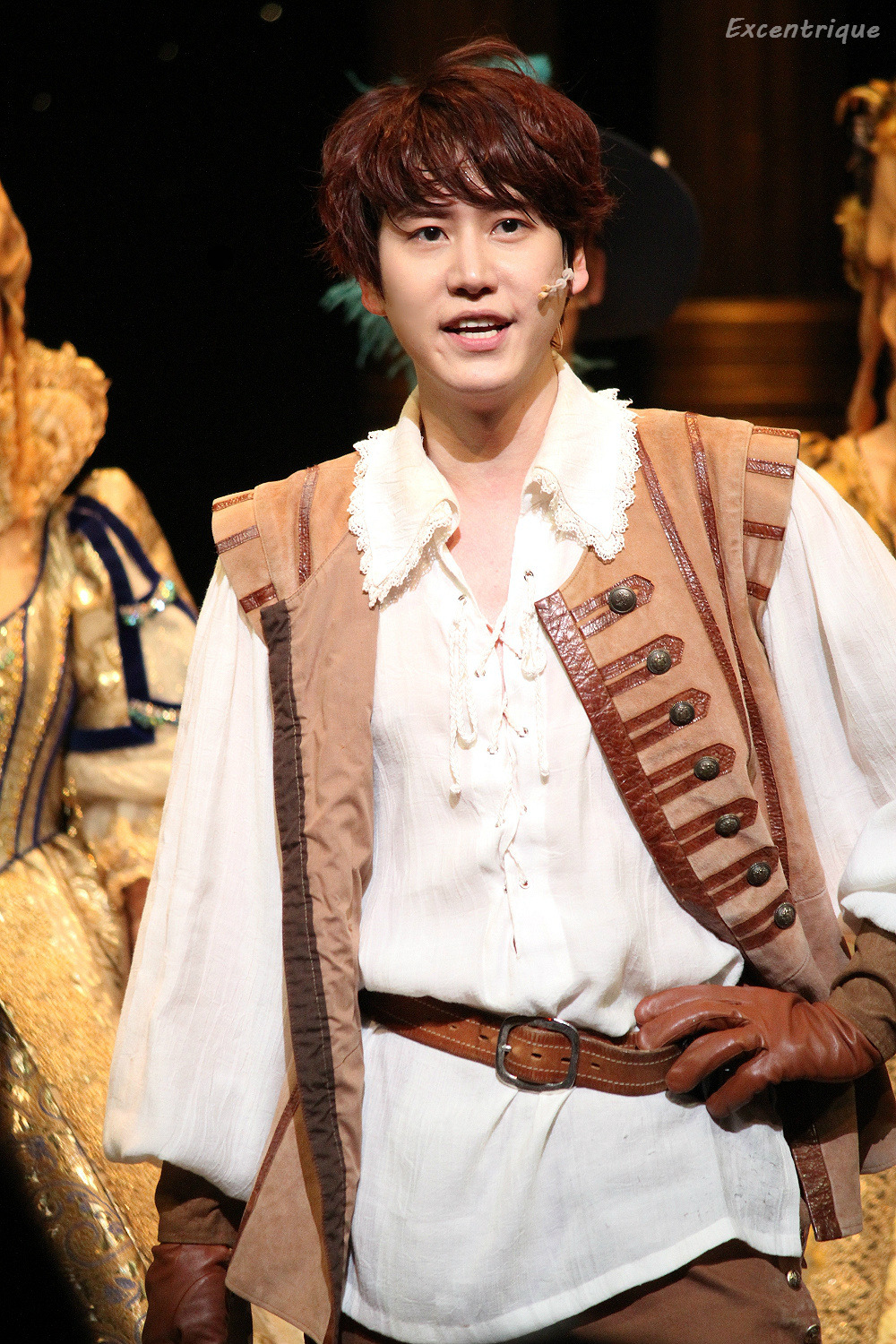
2013年4月7日 音樂劇三劍客

2012年11月，Super Junior K.R.Y.再度在日本舉辦「Super Junior K.R.Y. Special Winter Concert」冬季巡迴演唱會，並發表將發行Super Junior K.R.Y.小分隊出道六年以來的第一張正規單曲「Promise You」。預告在2011年11月釋出，單曲則在2013年1月23日正式發行，並在日本Oricon排行榜獲得二位，日榜最高一位的成績。
2013年1月小分隊Super Junior-M發行了他們的第二張專輯「Break Down」，主打歌曲與專輯名稱同名。1月7日在北京舉辦了新專輯發布記者會，並表示將在中國有一連串的宣傳活動。Super Junior-M分別在成都、南京、曼谷、台北、上海及北京舉辦了巡迴歌迷見面會。
同時，從2012年年底開始，圭賢再度出演了音樂劇「Catch Me if You Can」擔任Frank Abagnale Jr一角，並在之後2013年3月到4月再度演出音樂劇「三劍客」中達達尼昂的一角。
同年5月11日，圭賢接替了SHINee珉豪成為了KBS 2TV綜藝節目「Mamma Mia」的新主持人。圭賢作為主要主持的首集播出為2013年5月19日。
同年8月，新聞報導圭賢正式從慶熙大學後現代音樂學系畢業，報導指出圭賢及其同班同學Kim Yeonji與一般藝人學生不同，非常認真於學業。
2014年1月到2月，圭賢出演新音樂劇《擁抱太陽的月亮》，與演員金大賢、全東碩共同飾演男主角李暄一角。同劇演出還有少女時代徐玄。此部音樂劇於首爾藝術中心﹝藝術殿堂﹞上演。

### 2014－2017：個人專輯發行
2014年5月，圭賢確認出演他的第四部音樂劇《Singin' In The Rain》，飾演男主角Don Lockwood，並與少女時代Sunnny共同演出。這部音樂劇是由SME娛樂公司的相關企業SM C&C製作，公演期間為6月到8月在首爾忠武藝術廳。緊接著8月底，圭賢又再次宣布接演第五部音樂劇《那些日子》，扮演故事中的第二男主角武英一角，在青瓦台擔任警備人員，與同是警備人員的男主角正學是好朋友，是個聰明又擁有自由奔放性格的角色。音樂劇《那些日子》是韓國的原創音樂劇，劇中歌曲皆以韓國歌手金光石的歌所編寫，在韓國是一部極具人氣的音樂劇作品。此次共同出演包含劉俊相、吳鐘赫、池昌旭等，於2014年10月到2015年1月演出。
2014年11月6日，SME經紀公司正式公布圭賢為下一位男Solo，並在一週內公布一系列的個人專輯預告照片與影片。2014年11月13日，圭賢發行了第一張的個人迷你專輯「在光化門」及同名主打歌曲，並在11月14日KBS Music Bank節目中以個人舞台出道。主打曲「在光化門」音源發行後兩個小時登上了數個主要音源網站的實時排行榜首位；發行12個小時後，登上了9個音源網站實時排行榜首位，達成首度的實時首位All-Kill。不只主打曲「在光化門」，其他的收錄曲也在大部分的音源網站實時榜取得好成績。其後圭賢憑藉「在光化門」在數個音樂節目中取得一位。
2014年12月，圭賢再次確認出演第六部音樂劇《羅賓漢》，飾演菲利浦王子一角，再度與劉俊相、嚴基俊、劉建明、朴承煥及Highlight梁耀燮共同演出。公演期間為2015年1月至3月首爾D-Cube藝術中心，之後在城南藝術中心安可加演至5月。
2015年4月收到韓國歌手李文世的邀請，參與了李文世的第15張正規專輯《New Direction》，和李文世前輩共同合唱專輯收錄曲「她來了（그녀가 온다）」。
2015年6月 Super Junior-K.R.Y. 舉辦2015年日本巡迴演唱會《SUPER JUNIOR-K.R.Y. JAPAN TOUR 2015 ～phonograph～》，分別於橫濱、神戶、福岡及名古屋四地演出，共動員9萬名觀眾參與。而在8月5日發行Super Junior K.R.Y.的第二張單曲《Join Hands》。日巡之後，同年8月Super Junior-K.R.Y.再度以首爾為起點舉辦《Super Junior-K.R.Y. Asia Tour-"Phonograph》亞洲巡迴演唱會，包含台北、曼谷、香港、上海及雅加達等地，此次巡迴至2016年1月。
2015年7月Super Junior團體發行十週年特別專輯《Devil》，並在之後從首爾開始展開十周年紀念活動《Super Camp》巡迴粉絲見面會，直到2017年7月墨西哥場結束。
2015年9月圭賢首次參與影視劇的演出，宣布將主演網路劇《愛上就會死的女人奉順》，並隨即投入為期一個月的拍攝。劇中飾演擁有高智商的天才工程師組長金承洙，與女主角尹邵熙所飾演的人造人之間的愛情故事。此部網路劇於隔年4月在日本電影院限期上映，在韓國付費網站播出。
2015年9月網路劇拍攝期間，圭賢同時宣布出演第七部音樂劇《維特》，與嚴基俊、曹承佑共同演飾演男主角維特，挑戰極具演技力與情感表達的角色。音樂劇演出期間從11月至2016年1月，首爾藝術殿堂。
2015年10月發行第二張個人專輯《再次，秋來》，並在之後於首爾舉辦了由SME娛樂公司發起的《THE AGIT》系列演唱會之圭賢首次個人演唱會《有一個秋天》。
2016年4月開始，舉辦第一次個人日本巡迴演會《Knick Knack》分別於橫濱、福岡、北海道、名古屋、大阪、廣島及千葉共七地演出。5月25日發行首張個人日本單曲「Celebration～通往你的橋樑～」。
2016年6月宣布出演他的第八部音樂劇《莫扎特》，公演期間6月至8月在首爾世宗文化會館，這也是圭賢預定在入伍之前參與的最後一部音樂劇。8月底演出後期到音樂劇地方場時因聲帶結節問題被迫全面中斷所有活動與行程，安靜休養一個月左右。
聲帶短暫休養結束後，宣布於10月底在首爾及11月在釜山舉辦2016年個人演唱會《彷彿秋天的回憶；某位小說家的故事》。
2016年11月發行第三張個人專輯《我在等你》，專輯雙主打歌曲分別與知名音樂人成始璄和尹鍾信合作。
2017年2月發行第一張個人日文專輯《ONE VOICE》，也宣布從2017年1月開始至3月舉辦第二次個人日本巡迴演唱會。
2017年入伍前夕5月24日公開第二首單曲《重逢之日》，包含韓文、中文、日文三個版本，並發行韓文及日文的限定單曲專輯。

### 2019：退伍、紀念專輯
2019年5月7日退伍，並於5月19日推出單曲專輯《The Day We Meet Again》作為退伍紀念，不進行打歌活動。
6月21日開始於網上個人頻道Youtube 규티비 KYUHYUN（页面存档备份，存于）進行直播。
圭賢退伍後第一個節目錄製姜食堂3，7月13日韓國時間正午12時，節目組通過各大數碼音樂網站公開完整版主題曲《Pat Pat ()》的線上音源。原本已公開的版本由宋旻浩（WINNER）及P.O（Block B）主唱，由於圭賢於本季回歸，完整版主題曲亦加入圭賢參與的Rap部份，歌詞內容主要為圭賢的䁥稱。
之后，圭賢錄製節目神秘音乐秀：蒙面歌王，于MBC电台在2019年7月14日至9月15日播出，成为该节目的第一位男偶像歌王。

### 2020 -至今
2020年1月，圭賢退伍後初次以音樂劇演員的身分回歸，出演了他的第九部音樂劇《笑面人》，改編自法國作家雨果的同名小說，描述有著畸形外貌的主人公格溫普蘭的悲慘命運，作品批判了貴族制度和腐敗王政。圭賢飾演本是貴族卻自幼被賣入人販子手中，被殘忍毀容成為「笑面人」，流落江湖，一生悲慘的男主角Gwynplaine（格溫普蘭）。
從2020年夏天開始推出新音樂project《PROJECT : 季》，以每個季節發表一首新曲的形式，每個季節都能欣賞到圭賢包含豐富音樂感性的新歌的音樂項目。
7月23日發行《PROJECT: 季》第一首夏季單曲《Dreaming》。
10月8日發行《PROJECT: 季》第二首秋季單曲《Daystar》，並與演員柳演錫一起拍攝MV.
2021年，圭賢加入主演陣容經典音樂劇《魅影》，飾演「魅影」(Phantom) 一角，展現極具挑戰性的內心戲演技及唱功。3 月 17 日在 Charlotte Theatre 開演。
1月26日發行《PROJECT: 季》第三首冬季單曲《Moving On》，並與演員孔明，蔡秀彬一起拍攝MV。
4月13日發行《PROJECT: 季》第四首春季單曲《Coffee》，並再次與演員孔明，蔡秀彬一起拍攝MV。
7月5日發行《PROJECT: 季》第五首夏季單曲《Together》。
2021年12月，Label SJ證實圭賢將於明年1月推出新專輯，並為《PROJECT : 季》作收結。
2022年1月25日發行第四張個人專輯《Love Story (4 Season Project 季)》，曲目包含於《PROJECT : 季》中所發行的所有單曲。主打歌《Love Story》再與演員孔明，蔡秀彬一起拍攝MV。
2023年8月7日宣布與Antenna簽約，2024年1月9日發行與Antenna簽約後的首張EP《Restart》，這也是自第四張個人專輯後時隔一年11月的回歸。同年3月8日以首爾為起點，時隔7年個人亞洲巡迴演會《2024 KYUHYUN ASIA TOUR "Restart"》，亦是首位Antenna藝人舉行海外演唱會。
2024年8月17日，參與中華民國交通部觀光署所舉辦的「交通部觀光署韓國市場台灣觀光代言人記者會」，並接受觀光署長周永暉、觀光署國際組組長黃易成委任，擔任「韓國市場台灣觀光代言人」。

## 個人生活
曹圭賢的父母是曹英煥（조영환）和金漢娜（김한나）。曹英煥從事教育工作，在2012年曾經來台開設韓語語言學校「臺灣韓國UPI學院」，並擔任院長。在2022年，該學校由於新冠肺炎疫情而倒閉。。曹圭賢的姊姊曹雅羅（조아라）是小提琴家，曾多次與圭賢在舞台上合作演出。

### 車禍事件
2007年4月19日凌晨，Super Junior 四名成員利特、圭賢、銀赫、神童在結束了節目通告後返回清潭洞宿舍途中，在奧林匹克大路盤浦大橋附近改變行走路線時，因車輛左側爆胎無法正常駕駛的情況下，發生翻車意外，滑向路旁30公尺。圭賢傷勢最重，當場不省人事，即刻被送往江南聖母醫院搶救。經診斷圭賢肋骨處出現骨折斷裂，因肋骨骨折刺穿肺部，肺部因此嚴重受損，出現氣胸症狀，大腿及骨盆骨折，並發生過心臟不適症狀，醫生緊急為其註射了強心劑後血壓雖恢復了正常，但心跳仍然微弱。 圭賢肺部嚴重淤血，醫院方面建議接受氣管切開術，安裝人工呼吸機，但圭賢父親堅決反對，他認為自己的兒子是作為歌手的人，若奪走了他的歌聲就如奪走了他的生命。 而由於淤血將持續兩三天，無法進行治療，主治醫師考慮在5~10天內進行手術，並於當晚轉移到胸部外科加護病房。 住院78天后，圭賢出院，回家休養。

### 入伍
2017年5月25日，圭賢入伍，在忠南論山市陸軍訓練所接受四周基礎軍事訓練後，服23個月的公益勤務，于2019年5月7日退伍。

## 媒體作品
•電視劇 
| 年份   | 電視台 | 劇名     | 角色 | 性質 |
| 2009年 | CCTV   | 青春舞台 | 自己 | 客串 |

•網路劇 
| 年份   | 電視台 | 劇名                 | 角色   | 性質   |
| 2016年 | TBA    | 愛上就會死的女人奉順 | 金洙成 | 男主角 |

•電影 
| 年份   | 劇名                       | 角色 | 性質       |
| 2011年 | Super Show 3演唱會3D電影   | 自己 | 主演       |
| 2012年 | I AM. - SM家族青春傳記電影 | 自己 | （無分配） |
| 2012年 | SMTown東京巨蛋演唱會3D電影 | 自己 | （無分配） |
| 2013年 | Super Show 4演唱會3D電影   | 自己 | 主演       |
| 2015年 | SMTown The Stage           | 自己 | （無分配） |
| 2021年 | PHANTOM : THE MUSICAL LIVE | 魅影 | 主演       |
| 2023年 | 維特 (Werther)             | 維特 | 主演       |

• 音樂劇 
| 年份            | 劇名                | 角色                   | 性質   |
| 2010年－2014年  | 三劍客              | 達達尼昂               | 男主角 |
| 2012年－2013年  | Catch Me If You Can | Frank                  | 男主角 |
| 2014年          | 擁抱太陽的月亮      | 李暄                   | 男主角 |
| 2014年          | Singing in the rain | Don Lockwood           | 男主角 |
| 2014年          | 那些日子            | 武英                   | 男二號 |
| 2015年          | 羅賓漢              | 菲利普王子             | 男二號 |
| 2015年－2016年  | 維特                | 維特                   | 男主角 |
| 2016年          | 莫扎特              | 莫扎特                 | 男主角 |
| 2020年          | 笑面人              | Gwynplaine（格溫普蘭） | 男主角 |
| 2020年          | 維特                | 維特                   | 男主角 |
| 2021年          | Phantom             | 魅影                   | 男主角 |
| 2021年 - 2022年 | Frankenstein        | Victor                 | 男主角 |
| 2023年          | Ben-Hur             | Ben-Hur                | 男主角 |
| 2024年          | Frankenstein        | Victor                 | 男主角 |
| 2025年          | 笑面人              | Gwynplaine（格溫普蘭） | 男主角 |

## 音樂作品

### 正规专辑
| 單曲 | 單曲資料                                           | 曲目 |
| 1st  | 《COLORS》 - 發行日期：2024年11月27日 - 語言：韩语 | 曲目 1. 어느 봄날 (Prologue) 2. 하루마다 끝도 없이 (Unending Days) 3. 기지개 (Journey) 4. Universe 5. Bring It On 6. Last Poem 7. 슬픈 밤(Nights Without You) 8. 수평선 (Horizon) 9. 지금 여기, 너 (Wishes) 10. 어느 봄날 (One Spring Day) |

### 迷你專輯
| 專輯 | 專輯資料                                                                    | 曲目 |
| 1st  | 《在光化門》 - 發行日期：2014年11月13日 - 語言：韓語                        | 曲目 1. 광화문에서（At Gwanghwamun） 2. Eternal Sunshine 3. 뒷모습이 참 예뻤구나 (At close) 4. 이별을 말할 때 (Moment of farewell) 5. 사랑이 숨긴 말들 (One confession) 6. 깊은 밤을 날아서 (Flying, deep in the night) 7. 나의 생각, 너의 기억 (My thoughts, Your memories) |
| 2nd  | 《再次，秋来》 - 發行日期：2015年10月15日 - 語言：韓語                      | 曲目 1. 밀리언 조각 (A Million Pieces) 2. 좋은 사람 (Remember Me) 3. 긴 팔 (Autumn Sleeves) 4. 피아노 숲 (Piano Forest) 5. 그냥 보고 싶어 그래 (Because I Miss You) 6. 바람 (Wind) 7. 안녕의 방식 (Ways to Say Goodbye)                                                      |
| 3rd  | 《我在等你》 - 發行日期：2016年11月10日 - 語言：韓語                        | 曲目 1. Blah Blah (블라블라) 2. Last Good-bye (조용히 안녕) 3. Still (여전히 아늑해) 4. Fall in you (네 안의 가을) 5. Love in Time (시절인연) 6. When with me (마음세탁소) 7. And We (그리고 우리)                                                                           |
| 4th  | 《Love Story (4 Season Project 季)》 - 發行日期：2022年1月25日 - 語言：韓語 | 曲目 1. 연애소설 (Love Story) 2. 커피 (Coffee) 3. 투게더 (Together) 4. 내 마음을 누르는 일 (Daystar) 5. Dreaming 6. 마지막 날에 (Moving On) |

### 特別專輯
| 單曲 | 單曲資料                                              | 曲目                                                                                                |
|      | 《我要去見你》 - 發行日期：2019年5月19日 - 語言：韓語 | 曲目 1. 애월리(Aewol-ri) 2. 그게 좋은거야(Time with you) 3. 너를 만나러 간다(The day we meet again) |

### 迷你專輯
| 專輯 | 專輯資料                                                                    | 曲目 |
| 1st  | 《在光化門》 - 發行日期：2014年11月13日 - 語言：韓語                        | 曲目 1. 광화문에서（At Gwanghwamun） 2. Eternal Sunshine 3. 뒷모습이 참 예뻤구나 (At close) 4. 이별을 말할 때 (Moment of farewell) 5. 사랑이 숨긴 말들 (One confession) 6. 깊은 밤을 날아서 (Flying, deep in the night) 7. 나의 생각, 너의 기억 (My thoughts, Your memories) |
| 2nd  | 《再次，秋来》 - 發行日期：2015年10月15日 - 語言：韓語                      | 曲目 1. 밀리언 조각 (A Million Pieces) 2. 좋은 사람 (Remember Me) 3. 긴 팔 (Autumn Sleeves) 4. 피아노 숲 (Piano Forest) 5. 그냥 보고 싶어 그래 (Because I Miss You) 6. 바람 (Wind) 7. 안녕의 방식 (Ways to Say Goodbye)                                                      |
| 3rd  | 《我在等你》 - 發行日期：2016年11月10日 - 語言：韓語                        | 曲目 1. Blah Blah (블라블라) 2. Last Good-bye (조용히 안녕) 3. Still (여전히 아늑해) 4. Fall in you (네 안의 가을) 5. Love in Time (시절인연) 6. When with me (마음세탁소) 7. And We (그리고 우리)                                                                           |
| 4th  | 《Love Story (4 Season Project 季)》 - 發行日期：2022年1月25日 - 語言：韓語 | 曲目 1. 연애소설 (Love Story) 2. 커피 (Coffee) 3. 투게더 (Together) 4. 내 마음을 누르는 일 (Daystar) 5. Dreaming 6. 마지막 날에 (Moving On) |

### EP
| 專輯 | 專輯資料                                          | 曲目 |
| 1st  | 《Restart》 - 發行日期：2024年1月9日 - 語言：韓語 | 曲目 1. RESTART 2. 그렇지 않아 (The Story Behind) 3. 천천히, 느리게 (Slow, Slowly) 4. 사랑이었을까 (Was It Love) 5. Rainbow 6. 너여서 그래 (Super Junior-K.R.Y.) |

### 日文單曲
| 單曲 | 單曲資料                                                                                       | 曲目 |
| 1st  | 《Celebration ~君に架ける橋~》 - 發行日期：2016年5月25日 - 語言：日語 - 備註：ORICON首日第一位 | 曲目 1. Celebration～通往你的橋樑～ 2. Lost my way 3. Beautiful 4. Celebration～通往你的橋樑～ -Inst- 5. Lost my way -Inst- 6. Beautiful -Inst- |
| 2nd  | 《重逢之日》 - 發行日期：2017年5月24日 - 語言：日語 - 備註：限定版專輯                         | 曲目 1. 重逢之日 |

### 日文專輯
| 專輯 | 專輯資料                                                                      | 曲目 |
| 1st  | 《ONE VOICE》 - 發行日期：2017年2月8日 - 語言：日語 - 備註：ORICON 週榜第一位 | 曲目 1. 僕のまじめなラブコメディー 2. Celebration～通往你的橋樑～ 3. 箒星 4. Terminal 5. Lost my way 6. Love to Love 7. Blah Blah (日文版) 8. Beautiful 9. 在光化門（日文版） 10. めぐり逢う未来で |

### 數位單曲
| 單曲 | 單曲資料                                                           | 曲目 |
| 1st  | 《在光化門(Chinese ver.)》 - 發行日期：2014年11月26日 - 語言：國語 | 曲目 1. 在光化門（At Gwanghwamun）(Chinese ver.)                                                           |
| 2nd  | 《遠去的日子》 - 發行日期：2015年11月3日 - 語言：韓語              | 曲目 1. 遠去的日子(The day we felt the distance)                                                           |
| 3rd  | 《Blah Blah(Thai ver.)》 - 發行日期：2017年2月16日 - 語言：泰語    | 曲目 1. Blah Blah(Thai Version)                                                                            |
| 4th  | 《重逢之日》 - 發行日期：2017年5月24日 - 語言：韓語 國語           | 曲目 1. 重逢之日（Goodbye for now） 2. 再,見 (The Parting) 3. 重逢之日（Goodbye for now) 华文版Chinese ver |
| 5th  | 《Dreaming》 - 發行日期：2020年7月23日 - 語言：韓語                | 曲目 1. Dreaming                                                                                           |
| 6th  | 《Daystar》 - 發行日期：2020年10月8日 - 語言：韓語                 | 曲目 1. Daystar                                                                                            |
| 7th  | 《마지막 날에(Moving On)》 - 發行日期：2021年1月26日 - 語言：韓語  | 曲目 1. 마지막 날에(Moving On)                                                                             |
| 8th  | 《커피 (Coffee)》 - 發行日期：2021年4月13日 - 語言：韓語           | 曲目 1. 커피 (Coffee)                                                                                      |
| 9th  | 《투게더 (Together)》 - 發行日期：2021年7月5日 - 語言：韓語        | 曲目 1. 투게더 (Together)                                                                                  |

### OST
| 年份 | 名稱                                        | 歌曲名稱                    | 合作藝人                         |
| 2006 | 電視劇《鬣狗》OST                           | Smile                       | 不適用                           |
| 2006 | 電視劇《鬣狗》OST                           | The one I love              | 藝聲、厲旭                       |
| 2006 | 電視劇《鬣狗》OST                           | The Night Chicago Died      | 藝聲、厲旭                       |
| 2006 | 電視劇《雪花》                              | 停下腳步                    | 藝聲、厲旭                       |
| 2007 | 電視劇《Air City》OST                       | Just For One Day            | 天上智喜                         |
| 2007 | 電視劇《Billy Jean, Look at Me》OST         | Just You                    | 藝聲、厲旭                       |
| 2009 | 廣告《Happy Bubble》OST                     | Happy Bubble                | 東海、韓志旼                     |
| 2009 | 電視劇《搭檔》OST                           | 夢想的Hero                  | 藝聲、厲旭                       |
| 2010 | 電視劇《Pasta》OST                          | 倾听你                      | 不適用                           |
| 2010 | 電視劇《麵包王金卓求》OST                   | 希望是永不沉寂的梦想        | 不適用                           |
| 2010 | 電視劇《總統》OST                           | 咬緊雙唇                    | 晟敏、厲旭                       |
| 2010 | 電視劇《HARU》OST                           | Angel                       | 晟敏、銀赫、東海、厲旭           |
| 2011 | 電視劇《波塞冬》OST                         | 分手的方法                  | 不適用                           |
| 2011 | 電視節目《Super Star K3》                   | Fly                         | 藝聲、厲旭                       |
| 2012 | 電視劇《武神》OST                           | 刃雨                        | 不適用                           |
| 2012 | 電視劇《致美麗的你》OST                     | SKY                         | 藝聲、厲旭                       |
| 2012 | 電視劇《致美麗的你》OST                     | 致美麗的你                  | 蒂芬妮                           |
| 2012 | 電視劇《熊猫小姐和刺猬》OST                 | Loving You                  | 藝聲、厲旭                       |
| 2012 | 電視劇《大風水》OST                         | 就一次                      | 不適用                           |
| 2013 | 電影《克鲁德一家》OST                       | Shine Your Way              | luna                             |
| 2013 | 廣告《SKT》OST                              | T'ple Couple Want it        | 徐玄                             |
| 2015 | 電視劇《豪苟的愛》OST                       | 直到抵達妳的星球            | 不適用                           |
| 2015 | 電視劇《愛你的時間》OST                     | 我们相愛的時間              | 不適用                           |
| 2015 | 音樂劇《維特》OST                           |                             | 不適用                           |
| 2016 | 電視劇《再一次 Happy Ending》OST            | 我的心該放在哪裡            | 不適用                           |
| 2016 | 廣告《濟州三多水》OST                       | 三多島消息                  | 不適用                           |
| 2016 | 音樂劇《莫札特》OST                         | 為什麼不愛我 想逃避我的命運 | 不適用                           |
| 2017 | 電視劇《最佳的一擊》OST                     | If You                      | 不適用                           |
| 2019 | 節目《姜食堂3》OST                          | Pat Pat (쓰담쓰담)          | 宋旻浩（WINNER）、P.O（Block B） |
| 2020 | 電視劇《天氣好的話，我會去找你》OST         | 整天                        | 不適用                           |
| 2020 | 電視劇《機智醫生生活》OST                   | 不華麗的告白                | 不適用                           |
| 2020 | 網路漫畫《取向狙擊的她》OST                 | 我心動的瞬間                | 不適用                           |
| 2021 | 電視劇《Soundtrack 1》OST                   | 爱情不是用語言來表達的      | 不適用                           |
| 2022 | 電視劇《氣象廳的人們：社內戀愛殘酷史篇》OST | Promise You                 | 不適用                           |
| 2022 | 電視劇《流星 (韓國電視劇)》OST              | 出國                        | 不適用                           |
| 2022 | 節目《單身即地獄2》OST                      | 讓人焦急嗎                  | 不適用                           |
| 2023 | 電視劇《鬼怪計程車》OST                     | 你覺得我怎麼樣              | 不適用                           |
| 2023 | 電影《夏天的我們》OST                       | 我們的愛情就這樣            | 鄭恩地（Apink）                  |

### 音樂創作
圭賢在韓國音樂著作權協會的編號為10008710 （页面存档备份，存于）
| 日期           | 歌曲名稱                                           | 專輯名稱                         | 備註       |
| 2014年11月13日 | My thoughts, Your memories（나의 생각, 너의 기억） | 首張個人迷你專輯《在光化門》     | 作曲       |
| 2015年10月15日 | Way To Say Goodbye （안녕의 방식）                 | 第二張個人迷你專輯《再次，秋來》 | 作曲       |
| 2019年5月19日  | 涯月里（애월리 / Aewol-ri)                         | 單曲專輯《我要去見你》           | 作曲、作詞 |

### 合作單曲
| 年份 | 專輯名稱                                      | 歌曲名稱   | 合作藝人         |
| 2007 | 天上智喜首張正規專輯《One More Time,OK?》     | 一日裡     | 天上智喜         |
| 2008 | 東方神起第四張專輯《MIROTIC》                 | Wish       | 俊秀、昌珉、厲旭 |
| 2009 | 劉英實20週年紀念專輯                          | 七年間的愛 | 不適用           |
| 2011 | 月刊，尹鍾信                                  | 晚秋       | 不適用           |
| 2013 | Hwang Sung Jae Project Super Hero 2nd Line Up | 愛情塵埃   | 不適用           |
| 2013 | Henry首張迷你專輯《Trap》                     | Trap       | Henry、泰民      |
| 2015 | 李文世第十五張正規專輯《New Direction》       | 她來了     | 李文世           |
| 2016 | 朴載正新單曲《TWO MEN》                       | 兩個男人   | 朴載正           |
| 2017 | 成始璄首張日語專輯《DRAMA》                   | HOME       | 成始璄           |
| 2025 | 銀赫首張迷你專輯《EXPLORER》                  | You&I      | 銀赫             |

## 演唱會及見面會
- 圭賢首場迷你演唱會

| 日期           | 演唱會站次 | 舉行地點               |
| -------------- | ---------- | ---------------------- |
| 2014年11月28日 | 首爾站     | 梨花女子大學學生文化館 |
| 2014年11月28日 | 首爾站     | COEX Artium            |

- 圭賢單獨演唱會《有一個秋天》

| 日期                              | 演唱會站次 | 舉行地點                                     |
| --------------------------------- | ---------- | -------------------------------------------- |
| 2015年11月5-8日 2015年11月13-15日 | 首爾站     | 首爾三成洞 SMTOWN Coex Artium SMTOWN Theatre |

- Super Junior Kyuhyun Japan Tour 2016 《Knick Knack》

| 日期             | 演唱會站次 | 舉行地點           |
| ---------------- | ---------- | ------------------ |
| 2016年4月11-13日 | 福岡站     | 福岡太陽宮         |
| 2016年4月17-18日 | 北海道站   | NITORI文化會館     |
| 2016年4月24-26日 | 大阪站     | 大阪國際會議場     |
| 2016年4月29-30日 | 廣島站     | 廣島縣立文化藝術館 |
| 2016年5月9-10日  | 橫濱站     | 橫濱國際平和會議場 |
| 2016年5月26-27日 | 名古屋站   | 名古屋國際會議場   |
| 2016年6月4-5日   | 千葉站     | 幕張國際展覽館     |

- 圭賢個人演唱會《彷彿秋天的回憶；某位小說家的故事 Reminiscence of a novelist》。

| 日期              | 演唱會站次 | 舉行地點                        |
| ----------------- | ---------- | ------------------------------- |
| 2016年10月29-30日 | 首爾站     | 首爾梨花女子大學大禮堂          |
| 2016年11月5-6日   | 釜山站     | 釜山 BEXCO Auditorium           |
| 2017年2月25日     | 台北站     | 新莊體育館                      |
| 2017年3月17日     | 香港站     | 香港亞洲國際博覽館10號展館      |
| 2017年3月19日     | 曼谷站     | Thunder Dome, Muang Thong Thani |
| 2017年4月1-2日    | 首爾安可站 | Blue Square Samsung Card Hall   |

- Super Junior Kyuhyun 2nd Japan Tour 2017 《ONE VOICE》

| 日期             | 演唱會站次 | 舉行地點           |
| ---------------- | ---------- | ------------------ |
| 2017年1月18-20日 | 橫濱站     | 橫濱國際平和會議場 |
| 2017年1月23-24日 | 福岡站     | 福岡太陽宮         |
| 2017年2月10-12日 | 神戶站     | 神戶ワールド紀念廳 |
| 2017年2月18-19日 | 石川站     | 本多の森音樂廳     |
| 2017年2月27-28日 | 名古屋站   | 名古屋國際會議場   |
| 2017年3月04-05日 | 北海道站   | NITORI文化會館     |
| 2017年3月13-14日 | 橫濱站     | 橫濱Arena          |

- 圭賢個人見面會《重逢之日》

| 日期          | 演唱會站次 | 舉行地點         |
| ------------- | ---------- | ---------------- |
| 2017年5月20日 | 首爾站     | 慶熙大學和平殿堂 |

- 圭賢個人見面會《今日再次重逢》

| 日期          | 演唱會站次 | 舉行地點         |
| ------------- | ---------- | ---------------- |
| 2019年5月19日 | 首爾站     | 慶熙大學和平殿堂 |

- 圭賢個人亞洲巡迴演唱會《2024 KYUHYUN ASIA TOUR "Restart"》

| 日期               | 演唱會站次 | 舉行地點                        |
| ------------------ | ---------- | ------------------------------- |
| 2024年3月8-10日    | 首爾       | 首爾Blue Square Mastercard Hall |
| 2024年3月30日      | 新加坡     | 新加坡Singapore EXPO Hall 7     |
| 2024年4月4日       | 香港       | 香港亞洲國際博覽館10號展館      |
| 2024年4月5日(加場) | 香港       | 香港亞洲國際博覽館10號展館      |
| 2024年4月13日      | 吉隆坡     | 吉隆坡Mega Star Arena           |
| 2024年4月23日      | 大阪       | 大阪 Orix Theater               |
| 2024年4月26日      | 橫濱       | 橫濱國際平和會議場              |
| 2024年5月4日       | 台北       | 新北市工商展覽中心              |
| 2024年5月5日(加場) | 台北       | 新北市工商展覽中心              |
| 2024年5月11日      | 曼谷       | MCC Hall The Mall Bangkapi      |
| 2024年5月18日      | 雅加達     | Tennis Indoor Stadium Senayan   |

- 圭賢個人出道十週年亞洲巡迴演唱會《KYUHYUN 10th Anniversary Asia Tour[COLORS]》

| 日期                | 演唱會站次 | 舉行地點                             |
| ------------------- | ---------- | ------------------------------------ |
| 2024年12月20-22日   | 首爾       | 首爾奧林匹克大廳                     |
| 2025年1月4日        | 高雄       | 高雄流行音樂中心海音館               |
| 2025年1月25日       | 香港       | 香港亞洲國際博覽館3號展館            |
| 2025年2月8日        | 雅加達     | THE KASABLANKA                       |
| 2025年2月22日       | 台北       | 國立體育大學綜合體育館（林口體育館） |
| 2025年2月23日(加場) | 台北       | 國立體育大學綜合體育館（林口體育館） |
| 2025年3月5-6日      | 橫濱       | YOKOHAMA BUNTAI                      |
| 2025年3月15日       | 曼谷       | MCC Hall The Mall Bangkapi           |
| 2025年3月22日       | 澳門       | 倫敦人綜藝館                         |
| 2025年4月5日        | 馬尼拉     | NEW FRONTIER THEATER                 |

- 圭賢其他大型演唱會與演出

| 日期           | 演唱會名稱                                          | 舉行地點         |
| -------------- | --------------------------------------------------- | ---------------- |
| 2015年6月20日  | Rainbow Island 2015 Music & Camping Festival 音樂節 | 南怡島           |
| 2015年10月16日 | Music Bank2015 SKY FESTIVAL仁川機場特輯             | 仁川機場         |
| 2016年3月12日  | Mercedes-Benz Fan's Night 新年演唱會                | 首爾             |
| 2016年3月25日  | KCON 2016 Abu Dhabi                                 | 阿布達比Du Arena |
| 2016年10月1日  | KNTV 20th & DATV 7th Anniversary演唱會              | 横浜Arena        |
| 2019年6月1日   | SEOUL JAZZ FESTIVAL 2019 首爾爵士音樂節             | 首爾奧林匹克公園 |
| 2019年8月31日  | 2019 SOMEDAY FESTIVAL 2019 SOMEDAY音樂節            | 蘭芝漢江公園     |
| 2019年11月16日 | 2019 SOMEDAY THEATRE PLEROMA                        | COEX HALL D      |

## 獎項

### 大型頒獎禮獲獎獎項
| 年份   | 名稱                      | 獎項               | 作品               | 結果 |
| 2011年 | 2010 Golden Ticket Awards | 音樂劇新星獎       | 三劍客（音樂劇）   | 獲獎 |
| 2011年 | MBC演藝大賞               | MC特別賞           | 黃金漁場Radio Star | 獲獎 |
| 2012年 | MBC演藝大賞               | 綜藝節目類新人獎   | 黃金漁場Radio Star | 獲獎 |
| 2012年 | MBC演藝大賞               | 友情獎             | 黃金漁場Radio Star | 獲獎 |
| 2012年 | 第7屆音樂劇大賞           | 音樂劇人氣明星大賞 | 三劍客（音樂劇）   | 獲獎 |
| 2014年 | MBC演藝大賞               | 音樂脱口秀類優秀賞 | 圭賢               | 獲獎 |
| 2015年 | MBC演藝大賞               | PD賞               | 黃金漁場Radio Star | 獲獎 |
| 2015年 | 第30屆金唱片獎            | 音源本賞           | 在光化門           | 獲獎 |
| 2015年 | 第30屆金唱片獎            | 唱片本賞           | 在光化門           | 提名 |
| 2016年 | 第18屆華鼎獎              | 全球最佳男歌手獎   | 圭賢               | 獲獎 |
| 2017年 | MBC演藝大賞               | 功勞賞             | 黃金漁場Radio Star | 獲獎 |

### 音樂節目獎項
| 年份   | 日期     | 電視台    | 節目名稱       | 獲獎歌曲 | 排名 |
| ------ | -------- | --------- | -------------- | -------- | ---- |
| 2014年 | 11月20日 | Mnet      | M! Countdown   | 在光化門 | 1位  |
| 2014年 | 11月21日 | KBS 2     | Music Bank     | 在光化門 | 1位  |
| 2014年 | 11月22日 | MBC       | Show! 音樂中心 | 在光化門 | 1位  |
| 2014年 | 11月26日 | MBC Music | Show Champion  | 在光化門 | 1位  |
| 2014年 | 11月27日 | Mnet      | M! Countdown   | 在光化門 | 1位  |

#### 主要音樂節目榜單排名
| 主打歌曲排名成績 | 主打歌曲排名成績                      | 主打歌曲排名成績                | 主打歌曲排名成績    | 主打歌曲排名成績       | 主打歌曲排名成績 | 主打歌曲排名成績            | 主打歌曲排名成績     | 主打歌曲排名成績 |
| 專輯 | 歌曲                                  | Mnet 《M! Countdown》           | KBS2 《Music Bank》 | MBC 《Show! 音樂中心》 | SBS 《人氣歌謠》 | MBC Music 《Show Champion》 | SBS MTV 《THE SHOW》 | 備註             |
| 2014年 | 2014年                                | 2014年                          | 2014年              | 2014年                 | 2014年           | 2014年                      | 2014年               | 2014年           |
| --- | ------------------------------------- | ------------------------------- | ------------------- | ---------------------- | ---------------- | --------------------------- | -------------------- | ---------------- |
| 在光化門 | 在光化門                              | (1)                             | 1                   | 1                      | 1                | 1                           | 2                    | 五台冠軍曲       |
| 2015年 |                                       |                                 |                     |                        |                  |                             |                      |                  |
| 再次，秋來 | A Million Pieces（百萬碎片）          | 4                               | 8                   | 14                     | 5                | /                           | /                    |                  |
| 再次，秋來 | Remember Me                           | /                               | /                   | /                      | 25               | /                           | /                    |                  |
| 遠去的日子 | 遠去的日子                            | /                               | 20                  | /                      | 16               | /                           | /                    | 單曲沒有打歌宣傳 |
| 2016年 |                                       |                                 |                     |                        |                  |                             |                      |                  |
| 我在等你 | Blah Blah                             | 5                               | 11                  |                        | 13               | 16                          | /                    |                  |
| 我在等你 | Still                                 | 4                               | 30                  |                        | 18               | /                           | /                    |                  |
| 2017年 |                                       |                                 |                     |                        |                  |                             |                      |                  |
| 重逢之日 | 重逢之日                              | /                               | 9                   | 10                     | 18               | 18                          | /                    | 單曲沒有打歌宣傳 |
| \| - 「/」：沒有相關資料 - 「（1）」：兩星期冠軍 - 「[1]」：三星期冠軍 \| - 「{1}」：四星期冠軍 - 「*」：打榜中 \| - 「 」：該段時期未有設立排行榜 \| |                                       |                                 |                     |                        |                  |                             |                      |                  |
| - 「/」：沒有相關資料 - 「（1）」：兩星期冠軍 - 「[1]」：三星期冠軍                                                                                   | - 「{1}」：四星期冠軍 - 「*」：打榜中 | - 「 」：該段時期未有設立排行榜 |                     |                        |                  |                             |                      |                  |

| 各台冠軍歌曲統計                | 各台冠軍歌曲統計 | 各台冠軍歌曲統計 | 各台冠軍歌曲統計 | 各台冠軍歌曲統計 | 各台冠軍歌曲統計 |
| Mnet                            | KBS              | MBC              | SBS              | MBC Music        | SBS MTV          |
| ------------------------------- | ---------------- | ---------------- | ---------------- | ---------------- | ---------------- |
| 2                               | 1                | 1                | 1                | 1                | 0                |
| 一位總數：6 五台冠軍歌曲總數：1 |                  |                  |                  |                  |                  |

## 外部連結
- 圭賢的X（前Twitter）
- 圭賢的新浪微博
- 圭賢的Instagram帳戶
- YouTube上的圭賢頻道– 個人Youtube頻道（舊）
- YouTube上的圭賢頻道– 個人Youtube頻道（新）
- 圭賢 – 韓國官方網站（S.M. Entertainment）
- Super Junior – 韓國官方網站（S.M. Entertainment）